# スコーピオン金太郎
スコーピオン金太郎（スコーピオンきんたろう、1996年9月27日 - ）は、日本のプロボクサー。千葉県出身。三谷大和スポーツジム所属。本名は又吉淳哉。

## 人物
- リングネームは会長の発案で左ストレートがサソリの毒針を思わせ、自身が子供に金太郎と名付けようと考えていたことから[3]。

## 来歴
デビュー前に本名から現リングネームに変更して、2021年4月2日のプロデビュー戦は2回TKO勝ちするも、5か月後の試合で柳堀隆吾相手にプロ初黒星。
202211月3日に後楽園ホールで行われた「東日本新人王決勝」にて石井竜虎相手に3回2分54秒 KO勝ちで東日本スーパーライト級新人王とMVP獲得。
そして2022年東軍スーパーライト級新人王として、西軍代表野口海音を相手に3回1分0秒TKO勝ちで全日本新人王とMVP獲得。

## 戦績
- プロボクシング - 8戦7勝1敗（5KO）

## 獲得タイトル
- 全日本スーパーライト級新人王